# Chapsoughs

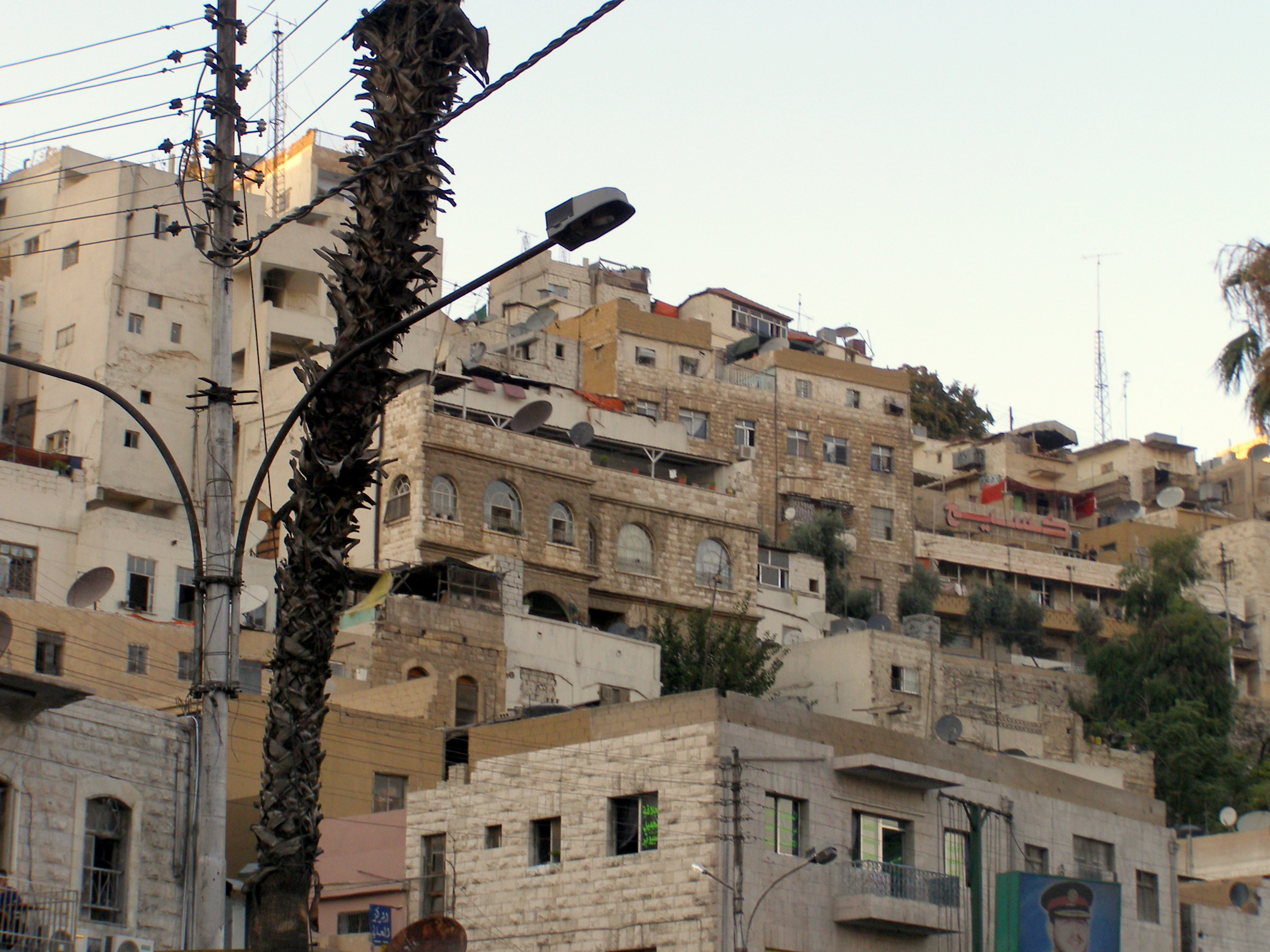
Quartier chapsough à l'est d'Amman (Jordanie)

Les Chapsoughs (aussi connus comme Circassiens, Cassogues, Khassoughs ou Chassygues, en adyguéen : Шапсыгъ-адыгэ Chapsyg’-adygue) sont un peuple de Ciscaucasie. Ils sont considérés comme la branche occidentale des Adyguéens et parlent leur propre langue adyguéenne, une langue caucasienne.
On trouve des Chapsoughs en Russie méridionale (république d'Adyguée et districts de Lazareveskoïe-Sotchi et de Touapsé, leurs terroirs historiques originels étant au bord de la mer Noire), en Turquie, en Jordanie (Amman, Naour, Marj Alhamam et Ouadi Alsir), en Syrie et en Israël (à Kfar Kama où ils furent installés après leur expulsion de l'Empire russe vers l'Empire ottoman à l'issue de la guerre russo-circassienne), et aussi dans la diaspora en Europe de l'Ouest et aux États-Unis.
Les Chapsoughs sont en grande majorité musulmans sunnites de tradition hanafite ; leur langue d'origine est l'adyguéen mais beaucoup sont passés, dans la vie quotidienne, aux langues des pays où ils résident.
Ils donnent son nom au lac des Chapsoughs, importante infrastructure d'irrigation des rizières d'Adyguée.